# ONE Friday Fights 32
ONE Friday Fights 32: Kompetch vs. Kongchai (también conocido como ONE Lumpinee 32) fue un evento de deportes de combate producido por ONE Championship llevado a cabo el 8 septiembre de 2023, en el Lumpinee Boxing Stadium en Bangkok, Tailandia.

## Historia
El evento fue encabezado por una pelea de muay thai de peso paja entre Kompetch Fairtex y Kongchai Chanaidonmuang.

## Bonificaciones
Los siguientes peleadores recibieron bonos de ฿350.000.
- Actuación de la Noche: Nabil Anane, Suablack Tor.Pran49 y Rhuam Felipe